# Yasmin Zahran
Yasmin Zahran (en árabe: ياسمين زهران‎, romanizado: Yāsamīn Zahrān  ; Ramallah, 1933) es una arqueóloga y escritora palestina, más conocida por su novela A Beggar at Damascus Gate.

## Trayectoria
Zahran se graduó en las universidades de Columbia y  Londres y tiene un doctorado en arqueología por la Universidad Sorbona de París.
Después de su graduación, Zahran trabajó en la UNESCO, y más tarde en el Instituto de Postgrado de Arqueología de Jerusalén. Es cofundadora del Instituto de Arqueología Islámica con sede en Jerusalén, creado en 1992.  Los estudios de Zahran se centran en las principales figuras históricas de Oriente Medio, tales como Zenobia, a la que describió en sus textos como una reina multiétnica. 
Zahran reside en París y en Ramallah.

## Obra
Zahran publicó su primera novela, The First Melody (1991), en árabe. Su segundo libro, A Beggar at Damascus Gate, escrito en inglés, está publicado en 1993 y narra la lucha de los palestinos por encontrar un lugar al que puedan llamar casa. Esta novela refleja en gran medida la propia experiencia de Zahran.
Otros libros de la autora son Philip the Arab: A Study in Prejudice, Zenobia Between Reality and Legend, Ghassan Resurrected and Septimius Severus: Countdown to Death. Ha publicado también un libro sobre gatos titulado The Golden Tail (2017).